# Bilanzkosmetik
Bilanzkosmetik (oder Bilanzverschönerung, Bilanzaufhübschung; englisch window dressing mit der wörtlichen Bedeutung „Fensterdekoration“, von daher auch im Deutschen oft mit dem Anglizismus Window Dressing benannt) bezeichnet alle Maßnahmen im Rahmen der Bilanzpolitik, die der optischen und kurzfristigen Gestaltung des Bilanzbildes vor dem Bilanzstichtag dienen und dem Bilanzleser einen möglichst günstigen Eindruck von der wirtschaftlichen Lage eines Unternehmens verschaffen sollen. Ähnliche Begriffe sind kreative Buchführung (englisch creative accounting) und Ertragsgestaltung (englisch earnings management).

## Allgemeines
Die Bilanzierung darf im Rahmen der Bilanzpolitik auch Bilanzkosmetik anwenden, muss sich aber innerhalb der sich mit der Bilanzierung befassenden Rechtsnormen bewegen. Werden lediglich die gesetzlichen Mindestanforderungen bei der Bilanzierung eingehalten und die Vermögens-, Finanz- und Ertragslage des Unternehmens tendenziell zu schlecht – im Vergleich zu den tatsächlichen Verhältnissen – dargestellt, spricht man von konservativer Bilanzpolitik. Werden jedoch die maximal erlaubten Spielräume ausgenutzt und die Vermögenslage tendenziell zu gut dargestellt, liegt progressive Bilanzpolitik vor. In dieser Bandbreite darf sich die Bilanzkosmetik bewegen.
Das englische window dressing tauchte 1895 erstmals als „Kunst der Schaufensterdekoration“ auf; seine später hinzugekommene zweite Bedeutung steht zwar ursprünglich wertneutral für Schaufensterdekoration, jedoch hat es auch dort eine negative Konnotation in dem Sinne, dass etwas günstiger erscheinen soll, als es in der Realität ist; durchaus mit einer unredlichen, betrügerischen Absicht. So wurden die bis 1904 durchgeführten Reformen in China als „window dressing“ angesehen, um Beobachter zu beeindrucken.

## Rechtsfragen
Die Bilanzkosmetik darf sich konkret im Rahmen des Bilanz- (wie etwa der Grundsätze ordnungsmäßiger Buchführung, Aktienrecht), Handels- (Handelsgesetzbuch) oder Steuerrechts (Abgabenordnung, Einkommensteuergesetz) bewegen. Darüber hinaus sind Rechnungslegungsstandards zu beachten wie die des Deutschen Rechnungslegungs Standards Committee (DRSC) und die vom International Accounting Standards Board herausgegebenen International Financial Reporting Standards (IFRS, IAS). Auch die Rechtsprechung des Bundesgerichtshofs (BGH) und Bundesfinanzhofs (BFH) kommen als Rechtsquellen in Frage.
Ziel der Bilanzpolitik allgemein und der Bilanzkosmetik speziell ist die Präsentation eines Jahresabschlusses, den die interessierte Öffentlichkeit positiv bewertet. Dabei zielt die Bilanzkosmetik auf die äußere Aufmachung, also das optische Erscheinungsbild eines Abschlusses. Diese erfolgs- und finanzwirtschaftlichen Dispositionen, die kurzfristig vor dem Bilanzstichtag mit Blick auf den Bilanzausweis getroffen werden, gehören zur Bilanzkosmetik.
Die Gesetze, Rechtsnormen und Rechtsprechung überlassen jedoch absichtlich dem bilanzierenden Unternehmer Gestaltungsspielräume, um ihn in seiner betriebswirtschaftlichen Entscheidungsfreiheit nicht übermäßig einzuschränken. Das ist insbesondere der Fall bei der vernünftigen kaufmännischen Beurteilung, die dem Kaufmann einen Beurteilungsspielraum einräumt, der gerichtlich nur eingeschränkt überprüfbar ist. Überall dort, wo die Gesetze beispielsweise Bewertungswahlrechte ermöglichen, gibt es einen kaufmännisch vertretbaren Gestaltungsspielraum, der ausgenutzt werden darf.
Wird der rechtlich zulässige Beurteilungsspielraum überschritten, liegt eine strafbare Bilanzfälschung vor.

## Gestaltungsmöglichkeiten
Zur Bilanzkosmetik gehören unter anderem folgende Bilanzierungsmaßnahmen:
- In der Bilanz erfolgt eine Umschichtung insbesondere durch Aktivtausch:
  - Veräußerung von Wertpapieren mit der Folge der gleichzeitigen Erhöhung der Bankguthaben, Verkauf von Sachanlagen[5], also von mobilen oder immobilen Vermögensgegenständen.
  - Verkauf von Umlaufvermögen: echter Verkauf von Forderungen oder Factoring gegen Erhöhung der Bankguthaben.
  - Wertpapierpensionsgeschäfte erhöhen kurzfristig die Bankguthaben,
  - Sale-Lease-Back verringert das Sachanlagevermögen und erhöht die Buchgewinne.
- Bilanzverkürzung: Der Aktienrückkauf eigener Aktien soll Finanzkraft signalisieren,[6] es findet eine Bilanzverkürzung durch sinkende Bankguthaben statt.
- Die Auflösung stiller Reserven auf der Passivseite verbessert durch steigende Gewinne das Eigenkapital und die Eigenkapitalquote und verringert korrespondierend die Fremdkapitalquote.
- In der Gewinn- und Verlustrechnung ist unter anderem möglich:
  - Durch Sale-Lease-Back werden die Erträge erhöht,
  - Gewinntransfers von Tochtergesellschaften oder Parken von Gewinnen oder Verlusten bei nicht konsolidierten Tochtergesellschaften.[7]
  - Teilgewinnrealisierung bei langfristiger Auftragsfertigung erhöht die Gewinne.
- Zeitliche Verlagerung von Geschäftsvorfällen: Diese werden entweder zeitlich vor den Bilanzstichtag vorgezogen (obwohl sie eigentlich danach stattfinden sollten) oder erst nach dem Stichtag bilanzwirksam ausgeführt (obwohl sie eigentlich vorher stattfinden sollten). Das zeitliche Vorziehen zielt auf Transaktionen, die im Jahresabschluss positiv wirken, während die Verzögerung nachteilig wirkende Vorgänge betrifft. Hierzu eignen sich besonders schwebende Geschäfte, weil sie um den Zeitpunkt des Bilanzstichtages anfallen.

Diese Bilanzierungsmaßnahmen sind nicht verboten. So ist die Teilgewinnrealisierung nach IAS 11 erlaubt, auch der Gläubigerschutz des § 264 Abs. 2 Satz 1 HGB steht im Hinblick auf das den tatsächlichen Verhältnissen entsprechenden Bild der Ertragslage nicht entgegen.
Während die Bilanzpolitik allgemein zwischen Sachverhalts- und Darstellungsgestaltung unterscheidet, konzentriert sich die Bilanzkosmetik auf die Sachverhaltsgestaltung. Diese zielt auf alle Maßnahmen ab, die im Wesentlichen vor dem Bilanzstichtag durchgeführt werden und auf die Gestaltung des Mengengerüsts abzielen. Die Bilanzkosmetik knüpft an diese Sachverhaltsgestaltung an. Die Darstellungsgestaltung indes greift gegebene Sachverhalte nach dem Bilanzstichtag auf und beeinflusst die Darstellung im Jahresabschluss.
Diese Gestaltungsformen führen zu Umschichtungen in der horizontalen und vertikalen Kapitalstruktur der Bilanz. Bilanzaufhübschende Maßnahmen sind für die außenstehenden Bilanzanalysten kaum oder gar nicht erkennbar.

## Betroffene Unternehmen
Bilanzkosmetik ist international im  Finanzsektor wie auch Nichtbanken weit verbreitet. Es handelt sich um eine „Bilanzfrisur vor der Veröffentlichung zwecks Demonstrierung größerer Liquidität“. Insbesondere Kreditinstitute, Versicherungen und Investmentfonds betreiben Bilanzkosmetik. Am Jahresende kommen bei Banken bilanzkosmetisch vorgenommene Geldmarktoperationen vor, insbesondere Pensionsgeschäfte als Mittel der Geldbeschaffung ohne echten Geldbedarf. „Window Dressing bedeutet, dass die Kreditinstitute aus Gründen der Bilanzoptik möglichst hohe Bestände an Zentralbankguthaben … auszuweisen versuchen, um auf diese Weise eine hohe Liquidität vorzeigen zu können“. Eine Untersuchung der Bankenstatistiken zwischen 1963 und 1968 ergab beim Zentralbankgeld, dass die Bestände aller Bankengruppen im Dezember zwischen 25,1 % und 39,9 % höher lagen als der Durchschnitt Januar–November jeden Jahres. Dies war ein empirischer Beweis der Hypothese von der Bilanzkosmetik. Versicherungen sortieren traditionell zum Jahresende hin ihre Vermögensanlagen und legen sich Wertpapiere mit guter bisheriger Jahresperformance ins Wertpapierdepot, um so vor ihren Kunden optisch besser dazustehen. Fondsmanager hübschen die Bilanz auf, um ihre Portfoliozusammensetzung besser dastehen zu lassen. Investmentfonds fügen kurz vor Jahresende die Gewinner-Aktien des Jahres ihrem Portfolio hinzu. So entsteht der Eindruck, dass die Fondsmanager im ganzen Jahr das richtige Gespür für erfolgreiche Aktien hatten. Wertpapierfonds kaufen kurz vor dem Bewertungsstichtag marktenge Wertpapiere, die schon im Fonds enthalten sind. Hierdurch steigen die Kurse dieser Aktien erheblich. Diese bilanzkosmetischen Aktivitäten können auf den Geld- und Kapitalmärkten insbesondere zum Jahresultimo zu Volatilitäten führen.

## Abgrenzung
Die legale Bilanzkosmetik ist abzugrenzen von den illegalen Tatbeständen der Bilanzfälschung, Bilanzfrisur und Bilanzverschleierung (§ 283 StGB). Um Bilanzfälschung handelt es sich, wenn Bilanzpositionen unterschlagen oder fiktive Positionen gebildet werden. Bilanzfrisur liegt vor, wenn für die einzelnen Bilanzpositionen angesetzte Werte zwar der Bilanzwahrheit entsprechen, die Bezeichnung einzelner Posten jedoch nicht mit dem realen Gegebenheiten übereinstimmt und damit als Täuschung anzusehen ist. Bei der Bilanzverschleierung werden Umstände derart unklar und verklausuliert dargestellt, dass tatsächliche, wirtschaftlich relevante Gegebenheiten nicht mehr erkennbar sind. Bilanzverschleierung ist gegeben, wenn etwa gegen das Saldierungsverbot des § 246 Abs. 2 HGB verstoßen wird und Forderungen und Verbindlichkeiten gegen dasselbe Rechtssubjekt verrechnet werden.